# 2013 FH28
2013 FH28 est un objet transneptunien de magnitude absolue 6,5. Son diamètre est estimé à 197 km.